# Europalaankerk
De Europalaankerk is een kerk te Heerenveen.
De kerk werd in 1967 gebouwd naar ontwerp van Jo Vegter. Het gebouw is een kerkzaal (bijna vierkant) met een lessenaarsdak, waarbij de zuidgevel de hoogste zijde is. Tegen de oostgevel staat een betonnen bouwwerk (hoogte ca. 25 m) waarin een klok hangt.
De kerk behoort tot de Protestantse Wijkgemeente Heerenveen. Daartoe behoren ook de Kruiskerk en Kerk aan de Fok. De wijkgemeente heeft plannen om deze twee kerken te verkopen. In 2012 is het nieuwe kerkgebouw Trinitas gereed gekomen en is de Europalaankerk verbouwd tot ontvangstruimte.
De kerk is gelegen aan de Europalaan. Hierlangs ligt ook de Le Roy tuin, een experiment van Louis le Roy.